# Віль-сюр-Со
Віль-сюр-Со (фр. Ville-sur-Saulx) — муніципалітет у Франції, у регіоні Гранд-Ест, департамент Мез. Населення — 279 осіб (01.01.2021).
Муніципалітет розташований на відстані близько 200 км на схід від Парижа, 95 км на південний захід від Меца, 10 км на південний захід від Бар-ле-Дюка.

## Історія
До 2015 року муніципалітет перебував у складі регіону Лотарингія. Від 1 січня 2016 року належить до нового об'єднаного регіону Гранд-Ест.

## Демографія
Динаміка населення (INSEE ):
Розподіл населення за віком та статтю (2006):
| Стать | Всього | До 15 років | 15-24 | 25-44 | 45-64 | 65-85 | Понад 85 |
| --- | ------ | ----------- | ----- | ----- | ----- | ----- | -------- |
| Чоловіки | 168    | 40          | 20    | 36    | 48    | 24    | 0        |
| Жінки | 136    | 16          | 16    | 36    | 44    | 20    | 4        |
| \| Статево-вікова піраміда \| Статево-вікова піраміда \| Статево-вікова піраміда \| \| ----------------------- \| ----------------------- \| ----------------------- \| \| Чоловіки \| Вік \| Жінки \| \| 0 \| 85 + \| 4 \| \| 4 \| 80-84 \| 0 \| \| 8 \| 75-79 \| 8 \| \| 12 \| 70-74 \| 8 \| \| 0 \| 65-69 \| 4 \| \| 12 \| 60-64 \| 4 \| \| 12 \| 55-59 \| 12 \| \| 4 \| 50-54 \| 12 \| \| 20 \| 45-49 \| 16 \| \| 8 \| 40-44 \| 16 \| \| 12 \| 35-39 \| 8 \| \| 8 \| 30-34 \| 4 \| \| 8 \| 25-29 \| 8 \| \| 4 \| 20-24 \| 8 \| \| 16 \| 15-20 \| 8 \| \| 4 \| 10-14 \| 4 \| \| 12 \| 5-9 \| 4 \| \| 24 \| 0-4 \| 8 \| |        |             |       |       |       |       |          |
| Статево-вікова піраміда |        |             |       |       |       |       |          |
| Чоловіки | Вік    | Жінки       |       |       |       |       |          |
| 0 | 85 +   | 4           |       |       |       |       |          |
| 4 | 80-84  | 0           |       |       |       |       |          |
| 8 | 75-79  | 8           |       |       |       |       |          |
| 12 | 70-74  | 8           |       |       |       |       |          |
| 0 | 65-69  | 4           |       |       |       |       |          |
| 12 | 60-64  | 4           |       |       |       |       |          |
| 12 | 55-59  | 12          |       |       |       |       |          |
| 4 | 50-54  | 12          |       |       |       |       |          |
| 20 | 45-49  | 16          |       |       |       |       |          |
| 8 | 40-44  | 16          |       |       |       |       |          |
| 12 | 35-39  | 8           |       |       |       |       |          |
| 8 | 30-34  | 4           |       |       |       |       |          |
| 8 | 25-29  | 8           |       |       |       |       |          |
| 4 | 20-24  | 8           |       |       |       |       |          |
| 16 | 15-20  | 8           |       |       |       |       |          |
| 4 | 10-14  | 4           |       |       |       |       |          |
| 12 | 5-9    | 4           |       |       |       |       |          |
| 24 | 0-4    | 8           |       |       |       |       |          |

## Економіка
2010 року серед 202 осіб працездатного віку (15—64 років) 148 були активними, 54 — неактивними (показник активності 73,3%, у 1999 році було 65,1%). З 148 активних мешканців працювали 134 особи (73 чоловіки та 61 жінка), безробітними було 14 (13 чоловіків та 1 жінка). Серед 54 неактивних 17 осіб було учнями чи студентами, 23 — пенсіонерами, 14 були неактивними з інших причин.

У 2010 році в муніципалітеті числилось 125 оподаткованих домогосподарств, у яких проживали 312,0 особи, медіана доходів виносила 18 294 євро на одного особоспоживача

## Народилися
- Жан-Батист Бруссьє (1766—1814), генерал часів Першої Французької імперії.